# Dan Scott
Dan Scott, gespeeld door acteur Paul Johansson, is een personage uit de televisieserie One Tree Hill.

## Biografie
Dan Scott was op de middelbare school de sterspeler van het basketbalteam. Toen zijn toenmalige vriendin Karen Roe zwanger raakte, dumpte hij haar. Ze beviel uiteindelijk van Lucas Scott, de zoon die Dan weigerde te erkennen. Tijdens zijn studio trouwde hij met Deborah Lee. Zij kregen ook een zoon; Nathan Scott.
Nathan is de zoon die Dan wel wilde erkennen. Hij moedigt Nathan ook aan om te spelen voor het basketbalteam.

## Seizoen 1
Aan het begin van de serie staat Dan bekend als de man die door iedereen gehaat wordt en Karen verliet om zijn dromen waar te maken. Echter, het wordt later bekend dat hij wilde stoppen met zijn studie om Karen terug te winnen. Zijn vrouw stopte hem toen ze vertelde dat ze zwanger was. Ook wilde Dan Lucas niet volledig uitsluiten uit zijn leven, wanneer bekend wordt gemaakt dat Karen hem dat niet liet doen.
Wanneer Lucas lid wordt van het basketbalteam, verandert het leven van iedereen. Nathan verandert, vooral wanneer hij een serieuze relatie krijgt met Haley James. De familie Scott valt langzaam uiteen wanneer Dan conflicten krijgt met Nathan en zijn vrouw hem wil verlaten. Dan doet er alles aan de schijn op te houden dat ze gelukkig zijn.
Wanneer Deb van hem scheidt en Nathan op zich zelf gaat wonen, realiseert Dan zich dat zijn leven uit elkaar valt en richt zich op Lucas, die hem een tweede kans lijkt te geven. Lucas ontdekt dat Dan niet zo gemeen is als hij overkomt en dat Karen veel heeft achtergehouden.
Aan het einde van het seizoen betrapt hij Deb en zijn broer Keith samen in bed, waarna hij een hartaanval krijgt.

## Seizoen 2
Deb heeft er spijt van dat Dan een hartaanval heeft gekregen door haar. Dan maakt hier misbruik van en probeert via haar schuld het huwelijk te redden. Ze gaan dan ook weer bij elkaar. Tegelijkertijd probeert hij wraak te nemen op Keith door Jules in te huren. Het is te bedoeling dat zij Keith verleidt en hem te dumpen, zodat hij ook voelt hoe het is om je hart gebroken te worden.
Wanneer Dan ontdekt dat Lucas HOCM heeft, chanteert hij hem erin om bij hem te wonen. Lucas heeft de voorwaarde dat hij Keith en Jules gelukkig laat zijn. Dan komt zijn belofte na, maar wanneer Karen het ontdekt, vertelt zij het aan Keith. Hierdoor krijgen Dan en Keith een ruzie die nooit meer hersteld zal worden.
Lucas wilde, terwijl hij bij Dan woonde, Dan eens en voor altijd neerhalen. Toen hij ontdekte dat Dan illegaal geld incasseerde van zijn bedrijf, zag hij zijn kans hierin. Dan merkte dit en maakte van Deb een co-eigenaar. Als Lucas Dan zou aangeven, zou Deb met hem mee moeten gaan naar de gevangenis. Lucas komt erachter dat zijn periode waarin hij bij Dan woonde een test was waarin Dan zou kijken of Lucas werkelijk te vertrouwen was. Aangezien dit niet het geval was, vertelde Dan aan Lucas dat hij geen studiegeld, wat Dan voor hem achterhield, meer zou krijgen van hem.
Dan zag Nathans huwelijk met Haley James Scott als een obstakel voor Nathan om een professionele basketballer te worden. Wanneer Nathan huwelijksproblemen krijgt, moedigt Dan Nathan aan om van haar te scheiden. Nathan vraagt uiteindelijk een nietigverklaring aan bij zijn vader. Dit regelt Dan voor hem, waarna Nathan weer intrekt bij Dan en Deb.
Aan het einde van het seizoen lijkt Dan opnieuw in levensgevaar te komen wanneer iemand pillen in zijn drank heeft gedaan en vervolgens zijn bedrijf in de fik heeft gestoken. Zijn bedrijf gaat in vlammen op, terwijl Dan langzaam wegdroomt door de pillen.

## Seizoen 3
Dan overleeft de brand wanneer iemand hem redt. Hij herinnert het gezicht van Lucas en gaat ervan uit dat Lucas hem probeerde te vermoorden. Wanneer Lucas de gene blijkt te zijn die hem gered heeft, denkt hij dat Keith dit heeft gedaan, aangezien er opnamen zijn op beveiligingscamera's waarin Keith de whiskey koopt waar Dan mee wordt gedrogeerd.
Ondertussen begint hij een campagne om burgemeester van Tree Hill te worden. Karen probeert hem hiervan te vermoeden en strijdt tegen hem. Tijdens de campagne dwingt hij Deb om te doen alsof ze van hem houdt in ruil voor een definitieve scheiding. Dan wint de campagne en wordt burgemeester.
Als burgemeester laat hij Keith arresteren op verdenking van moord. Hij wordt echter vrijgelaten wanneer er geen feitelijke bewijzen zijn. Dan wil echter nog steeds zijn wraak en schiet hem dood tijdens een school shooting waarvan hij de schutter de schuld geeft.
Wanneer Deb onthult dat zij hem probeerde te vermoorden, krijgt Dan last van een enorm schuldgevoel dat hij Keith voor niks heeft vermoord. Ook krijgt hij schimmen van Keith als kind die zijn schuldgevoel alleen maar versterkt. Wanneer hij thuis op de muur de tekst "Murderer" (Moordenaar) ziet staan, weet hij dat ook iemand in het echt weet door wie Keith eigenlijk is vermoord.

## Seizoen 4
Dan wil zijn schuldgevoel compenseren door de mensen die hij pijn heeft gedaan in zijn leven te helpen. Hij steunt Karen, die zwanger is geraakt en helpt Nathan, die in de schulden komt. Wanneer de man die Nathan de lening geeft Haley aanrijdt, wordt Nathan woedend en slaat in op de man. Wanneer Dan arriveert merkt hij op dat de man dood is. Hij denkt dat Nathan hem heeft vermoord en neemt de schuld op zich. Later blijkt dat de man al dood was voordat Nathan hem ook maar met één vinger aanraakte en Dan wordt weer vrijgelaten.
In een schim vergeeft Keith hem voor wat hij heeft gedaan. Wanneer Dan denkt vrijuit te gaan, krijgt hij al snel anonieme dreigementen van het persoon in het echte leven die weet wat Dan heeft gedaan. Aan het einde van aflevering zestien blijkt dit Abby Brown te zien, een leerling met diabetes die ook aanwezig was toen Keith werd vermoord. Wanneer hij in aflevering zeventien hierachter komt en naar haar huis rijdt, ziet hij Lucas voor haar deur staan.
En later ontdekte Lucas dat Dan Keith had vermoord. En uit wraak wil Lucas op Dan schieten. En Karen is zeer geschokt. Maar Lucas schiet Dan toch niet. In de seizoensfinale geeft Dan zich aan de politie. Dan probeert zelfmoord te plegen in de gevangenis, maar dit lukt niet.